# Caracoles a la llauna

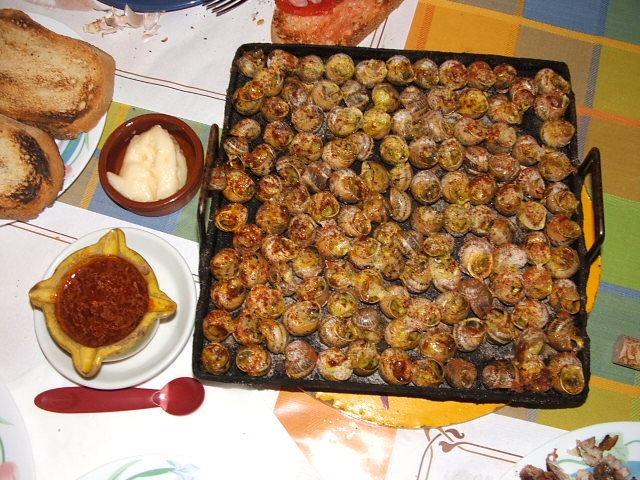
Caracoles a la llauna.

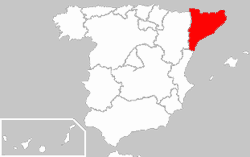
Ubicación de Cataluña en España.

Los Caracoles a la llauna, en catalán "Caragols a la llauna", son una especialidad culinaria típica de la gastronomía catalana, concretamente de la Provincia de Lérida, España.

## Elaboración
El ingrediente principal de este plato típico de la gastronomía leridana son los caracoles de tierra, que se limpian previamente con agua y sal para que expulsen toda la baba y restos orgánicos. Seguidamente, se colocan uno a uno boca arriba y en una bandeja con asas (lo que se conoce como lata o "llauna") donde se deben cocinar alrededor de 30 minutos. 
Cuando están colocados todos en la lata, es habitual aliñarlos con sal, aceite de oliva y pimentón. Asimismo, se les puede echar un chorro de coñac a media cocción. Una vez cocinados, se suelen acompañar con salsa allioli o vinagreta.
Hay otras variantes del plato como la "caragolada", que se elaboran en el Campo de Turia, El Ampurdán y en el Rosellón.

## Fiestas y tradiciones
Desde el año 1980, cada último fin de semana de mayo se celebra la "Aplec del Caragol de Lleida". En esta participan las peñas o "colles" asociadas a la FECOLL o Federación de Colles de la Aplec. 
Este evento gastronómico, que gira alrededor de este tradicional plato leridano, fue nombrado Fiesta de interés turístico nacional y Fiesta Tradicional de Interés Nacional por la Generalitat de Cataluña en 2002.